# Публий Ампелий
Пу́блий Ампе́лий (лат. Publius Ampelius) — римский государственный деятель середины IV века.
Публий Ампелий родился в Антиохии. Скорее всего он был греком. Ампелий был президом Каппадокии (год неизвестен). После этого, в 358 году, он стал магистром оффиций.
В 359—360 годах Ампелий занимал должность проконсула провинции Ахайя. В 360 году он находился при императорском дворе в Константинополе. В начале правления императора Валентиниана I Ампелий переехал в Рим. В 364 году был назначен проконсулом Африки. В 371—372 годах префект Рима. Аммиан Марцеллин был следующего мнения об Ампелии:
«То был человек по своим общим качествам как бы созданный для того, чтобы привлечь к себе расположение народа, но подчас, тем не менее, слишком строгий и, к сожалению, неустойчивый в своих решениях.»

Публий Ампелий был язычником, имел в Риме небольшой дом. Скорее всего узурпатор Приск Аттал был сыном Публия Ампелия.